# Кон Минервоа
Кон Минервоа (фр. Caunes-Minervois) насеље је и општина у јужној Француској у региону Лангдок-Русијон, у департману Од која припада префектури Каркасон.
По подацима из 2011. године у општини је живело 1660 становника, а густина насељености је износила 59,63 становника/km². Општина се простире на површини од 27,84 km². Налази се на средњој надморској висини од 176 метара (максималној 861 m, а минималној 144 m).

## Демографија
| 1962. | 1968. | 1975. | 1982. | 1990. | 1999. | 2011. |
| ----- | ----- | ----- | ----- | ----- | ----- | ----- |
| 1.649 | 1.681 | 1.512 | 1.550 | 1.527 | 1.476 | 1.660 |

График промене броја становника у току последњих година